# Харечко, Тарас Иванович
Тарас Иванович Харечко (1893— 27 ноября 1937) — коммунистический деятель, член ВУЦИК. Председатель ЦВРКД один из творцов Донецкой области - областного объединения советов в 1917-1918 годах. Член Украинского учредительного собрания.

## Биография
Родился в 1893 году в селе Михайловка, на Донбассе. Украинец. Член РСДРП(б) с 1914 года.
После Февральской революции 1917 стал председателем Бахмутского уездного комитета РСДРП(б), избран председателем Исполнительного комитета Бахмутского уездного Совета (Екатеринославская губерния). В декабре стал одним из руководителей Военно-революционного комитета Донецкого бассейна и Штаба Красной Гвардии Донбасса. Член Донецко-Криворожского областного комитета РКП(б).
В октябре 1918 года избран кандидатом в члены ЦК КП(б)У, с марта 1919 года — член ЦК КП(б)У, член Оргбюро ЦК КП(б)У.
25.10.1918 назначен уполномоченным ЦК РКП(б) по Крыму. В феврале 1919 член президиума и председатель Ревкома новосозданной Донецкой губернии. С 6 марта по 22 июня 1919 был членом Организационного бюро ЦК КП(б) Украины и заведующим Военным отделом Зафронтового бюро ЦК КП(б) Украины. С декабря 1920 по январь 1921 ответственный секретарь Донецкого губернского комитета КП(б) Украины.
С 1921 по октябрь 1922 заведующий Агитационно-пропагандистским отделом ЦК КП(б) Украины.
В 1920-е годы временно исполнял обязанности заведующего Петроградским отделением Центрархива, впоследствии — член коллегии, заведующий Ленинградским отделением Центрархива. Автор ряда статей по истории революционного движения и гражданской войны в Донбассе.
18 декабря 1927 года исключен из рядов ВКП(б) за участие в троцкистской оппозиции.
В 1928 работал преподавателем в Ленинграде, подвергался аресту. 
В 1935 году жил в Астрахани, безработный. Арестован за обвинен  в принадлежности к антисоветской группе. 15 октября 1935 года приговорен к ссылке в Нарым (Западная Сибирь) на 3 года.
В 1936 опять арестован и в 1937 расстрелян. Реабилитирован в 1989 году.

## Произведения
- Харечко Т.И. Накануне февральской революции в Донбассе // Летопись революции. — 1927. — №4.
- Харечко Т.И. Борьба за Октябрь в Донбассе // Летопись революции. — 1927. — №5-6.
- Харечко Т.И. Из истории РСДРП в Донбассе // Летопись революции. — 1927. — №№1-3.
- Харечко Т.И. Октябрьско-декабрьский подъем 1905 г. в Донбассе // Летопись революции. — 1925. — №5-6.
- Харечко Т.И. Памяти организатора Красной гвардии Донбасса (Д.И.Пономарев) // Летопись революции. — 1927. — №5-6.
- Харечко Т.И. Социал-демократический союз горнозаводских рабочих // Летопись революции. — 1925. — №3.
- Харечко Т.И. О "социал-демократическом союзе горнозаводских рабочих" // Летопись революции. — 1927. — №4.
- Харечко Т.И. Ответ критикам // Летопись революции. — 1928. — №1.
- Харечко Т.И. 1905 год в Донбассе. — М.: Прибой, 1926. — 142 с.